# Animal Crossing: Happy Home Designer
Animal Crossing: Happy Home Designer (с англ. — «Перекрёсток животных: Счастливый домашний дизайнер») — видеоигра — песочница, разработанная и изданная Nintendo при поддержке Monolith Soft для Nintendo 3DS. Игра была выпущена в Японии в июле 2015 года, в Северной Америке в сентябре 2015 года и в регионах PAL в октябре 2015 года. Игра является первой игрой-спиноффом серии Animal Crossing, в которой игрок проектировать дизайн домов для различных жителей-антропоморфных животных. Игра получила смешанные отзывы от критиков после релиза.

## Игровой процесс
Animal Crossing: Happy Home Designer - видеоигра в которой основной игровой процесс сосредоточен на проектировании дизайна домов. Игроки применяют на себя роль сотрудников агентства "Дома Нука" (англ. Nook's Homes) и их работа заключается в проектировании дизайна домов для других жителей деревни на основе их предложений. По мере продвижения игроки открывают дополнительные элементы мебели, которые они могут включить в свой дизайн.  Игроки также могут посетить дома, которые они создали.
Игра поддерживает карты Amiibo, посвящённые серии Animal Crossing; Сканирование карт позволяет их соответствующему персонажу посещать дом, который проектировал игрок, и позволяет игрокам создавать дома для других главных персонажей, в числе которых К.К. Слайдер и Том Нук.

## Разработка
Продюсер серии Animal Crossing Ая Кёгоку отметила, что основным источником вдохновения при разработке Happy Home Designer был процесс проектирования домов для жителей деревни в основных играх серии, заявив, что «Мы думали над тем, какие вещи понравятся этому жителю-животному? Какую жизнь они ведут? Попытка выяснить, чего они хотят, была очень забавной, и мы постарались придумать, как мы могли бы донести этот опыт до игроков». Игроки не связаны ограниченным бюджетом при проектировании домов. В то время как данная концепция рассматривалась, команда разработчиков посчитала, что такой лимит стал бы слишком обременительным для творчества игрока.
Концепция Amiibo оказала влияние как на Happy Home Designer, так и на другую игру серии - Animal Crossing: Amiibo Festival, так как команда разработчиков посчитала, что идея игры в серии Animal Crossing с полной интеграцией с Amiibo будет «милой» и поможет в разработке новых идей игрового процесса для серии. Две игры также имеют тесную интеграцию друг с другом; дома, созданные в Happy Home Designer, могут быть перенесены в Amiibo Festival. Фигурки восьми персонажей серии были запланированы к выпуску вместе с Amiibo Festival. После анонса этих игр некоторые поклонники серии выразили обеспокоенность тем, что серия движется не в том направлении, однако Ая Кёгоку отметила, что данные игры являются спин-оффами, и не обязательно окажут большое влияние на основные игры серии в будущем.

## Критика
| Сводный рейтинг    | Сводный рейтинг |
| Агрегатор          | Оценка          |
| ------------------ | --------------- |
| GameRankings       | 66,15 %         |
| Metacritic         | 66/100          |
| Иноязычные издания |                 |
| Издание            | Оценка          |
| Game Informer      | 5/10            |
| GameSpot           | 5/10            |
| GamesRadar+        | [ 10 ]          |
| IGN                | 8/10            |
| Nintendo Life      | 7/10            |

Animal Crossing: Happy Home Designer получила смешанные отзывы критиков. Совокупный балл игры по данным сайта GameRankings составляет 66,15%, по данным сайта Metacritic - 66 баллов из 100. Рецензент IGN Келли Плагг похвалила игру за «свободу творчества», но отметила, что игра иногда кажется недостаточно награждающей игрока. К аналогичному выводу пришёл рецензент Nintendo Life, отметив, что «огромный объем контента ошеломляет», но раскритиковав игру за «отсутствие какого-либо серьёзного испытания».
Рецензент Game Informer Джефф Корк дал игре 5 баллов из 10, заявив, что это «глубокое погружение в поверхностную механику домашнего дизайна Animal Crossing, с отсутствием элементов, которые принесли серии успех».. Рецензент GameSpot также дал игре 5 баллов из 10, отметив: «С тем, что есть в игре, Happy Home Designer был бы потрясающим DLC для New Leaf: он обновляет неуклюжие элементы дизайна предыдущей игры, а избыток новых предметов даст даже ортодоксальным фанатам причины вновь посетить свою вероятно давно заброшенную деревню. Но как самостоятельный опыт, независимо от того, сколько домов я проектирую, город просто чувствует себя скудным».

### Продажи
В первую неделю продаж в Японии Happy Home Designer стала самой продаваемой игрой в регионе, было продано 522 556 копий. По состоянию на март 2016 года общий объем продаж игры в Японии превысил 1,48 млн. копий, общий объем продаж в мире составил 3,04 млн. копий.

## Заметки
1. ↑  Известная в Японии как  (яп. どうぶつの森 ハッピーホームデザイナー Добуцу но Мори: Хапи Хому Дэдзаина, «Лес Животных: Счастливый Домашний Дизайнер»)